# ATP Tour 500
ATP Tour 500 (trước đây được biệt đến là ATP World Tour 500, ATP International Series Gold và ATP Championship Series) là cấp độ cao thứ tư của các giải quần vợt nam hằng năm sau bốn giải Grand Slam, ATP Finals và ATP Tour Masters 1000. Loạt giải đấu bao gồm 13 giải, với nhà vô địch đơn của sự kiện được nhận 500 điểm xếp hạng. Các giải đấu có số lượng tay vợt khác nhau gồm 32 hoặc 48 tay vợt cho nội dung đơn và 16 hoặc 24 cặp cho nội dung đôi. Các tay vợt hàng đầu bắt buộc phải tham dự ít nhất bốn sự kiện 500, bao gồm ít nhất một giải sau Mỹ Mở rộng; nếu họ thi đấu ít hơn bốn giải hoặc không thi đấu ở một giải sau Mỹ Mở rộng, họ không nhận được điểm nào khi tính vào bảng xếp hạng thế giới với mỗi giải không tham dự.
Roger Federer giữ kỷ lục nhiều danh hiệu đơn nhất với 24 danh hiệu, trong khi Daniel Nestor giữ kỷ lục nhiều danh hiệu đôi nhất với 20 danh hiệu.

## Các giải đấu
| Giải đấu       | Tên chính thức                       | Địa điểm   | Quốc gia    | Mặt sân  | Số tay vợt tranh tài |
| Rotterdam      | ABN AMRO World Tennis Tournament     | Rotterdam  | Hà Lan      | Cứng (i) | 32                   |
| Rio de Janeiro | Rio Open                             | Rio        | Brasil      | Đất nện  | 32                   |
| Acapulco       | Abierto Mexicano Telcel              | Acapulco   | México      | Đất nện  | 32                   |
| Dubai          | Dubai Duty Free Tennis Championships | Dubai      | UAE         | Cứng     | 32                   |
| Barcelona      | Open Sabadell Atlántico              | Barcelona  | Tây Ban Nha | Đất nện  | 56                   |
| Halle          | Gerry Weber Open                     | Halle      | Đức         | Cỏ       | 32                   |
| Luân Đôn       | AEGON Championships                  | Luân Đôn   | Anh Quốc    | Cỏ       | 32                   |
| Hamburg        | German Open Hamburg                  | Hamburg    | Đức         | Đất nện  | 56                   |
| Washington     | Legg Mason Tennis Classic            | Washington | Hoa Kỳ      | Cứng     | 48                   |
| Bắc Kinh       | China Open                           | Bắc Kinh   | Trung Quốc  | Cứng     | 32                   |
| Tokyo          | Japan Open                           | Tokyo      | Nhật Bản    | Cứng     | 32                   |
| Basel          | Davidoff Swiss Indoors               | Basel      | Thụy Sĩ     | Cứng (i) | 32                   |
| Valencia       | Open de Tenis Comunidad Valenciana   | Valencia   | Tây Ban Nha | Cứng (i) | 32                   |

ATP World Tour 500 series

Chú thích: (i) Giải diễn ra ở sân trong nhà, có mái che.

## Vô địch (từ 2009)
|    | Têns                  | #  |
| -- | --------------------- | -- |
| 1. | Novak Djokovic        | 11 |
| 2. | Rafael Nadal          | 10 |
| 3. | Roger Federer         | 10 |
| 3. | Andy Murray           | 9  |
| 5. | David Ferrer          | 8  |
| 6. | Juan Martín del Potro | 6  |
| 6. | Kei Nishikori         | 6  |
| 8. | Stan Wawrinka         | 3  |
| 9. | Tomáš Berdych         | 2  |
| 9. | Dominic Thiem         | 2  |
| 9. | Jo-Wilfried Tsonga    | 2  |
| 9. | Martin Klizan         | 2  |
| 9. | Andy Roddick          | 2  |
| 9. | Robin Söderling       | 2  |

|     | Têns              | #  |
| --- | ----------------- | -- |
| 1.  | Nenad Zimonjić    | 13 |
| 2.  | Daniel Nestor     | 10 |
| 3.  | Bob Bryan         | 8  |
| 3.  | Mike Bryan        | 8  |
| 5.  | Michaël Llodra    | 6  |
| 5.  | Horia Tecău       | 6  |
| 5.  | Alexander Peya    | 6  |
| 8.  | Jean-Julien Rojer | 5  |
| 8.  | Bruno Soares      | 5  |
| 10. | Marcelo Melo      | 4  |
| 10. | David Marrero     | 4  |
| 10. | Rohan Bopanna     | 4  |
| 10. | Nicolas Mahut     | 4  |
| 10. | Max Mirnyi        | 4  |

Ghi chú: Vận động viên còn thi đấu -in đậm.

## Số lần vô địch (từ 1990)
|    | Têns           | #  |
| -- | -------------- | -- |
| 1. | Rafael Nadal   | 18 |
| 2. | Roger Federer  | 18 |
| 3. | Novak Djokovic | 12 |
| 4. | David Ferrer   | 10 |
| 5. | Andy Murray    | 9  |

|    | Têns           | #  |
| -- | -------------- | -- |
| 1. | Daniel Nestor  | 20 |
| 2. | Nenad Zimonjić | 17 |
| 3. | Bob Bryan      | 14 |
| 3. | Mike Bryan     | 14 |
| 5. | Max Mirnyi     | 7  |
| 5. | Horia Tecau    | 7  |

^  Active players in bold.

## Điểm ATP
| Tour      | Điểm |
| --------- | ---- |
| Vô địch   | 500  |
| Chung kết | 300  |
| Bán kết   | 180  |
| Tứ kết    | 90   |
| Vòng 16   | 45   |

## Kết quả

### 2017
| Giải           | Vô địch đơn        | Á quân              | Tỉ số            |
| -------------- | ------------------ | ------------------- | ---------------- |
| Rotterdam      | Jo-Wilfried Tsonga | David Goffin        | 4-6, 6-4, 6-1    |
| Rio de Janeiro | Dominic Thiem      | Pablo Carreno Busta | 7-5, 6-4         |
| Dubai          | Andy Murray        | Fernando Verdasco   | 6-3, 6-2         |
| Acapulco       | Sam Querrey        | Rafael Nadal        | 7-6(6), 4-6, 6-3 |
| Barcelona      | Rafael Nadal       | Dominic Thiem       | 6-4, 6-1         |
| Halle          | Roger Federer      | Alexander Zvezev    | 6-1, 6-3         |
| London         |                    |                     |                  |
| Hamburg        |                    |                     |                  |
| Washington     |                    |                     |                  |
| Beijing        |                    |                     |                  |
| Tokyo          |                    |                     |                  |
| Vienna         |                    |                     |                  |
| Basel          |                    |                     |                  |

### 2016
| Giải           | Vô địch đơn   | Á quân            | Tỉ số            |
| -------------- | ------------- | ----------------- | ---------------- |
| Rotterdam      | Martin Klizan | Gael Monfils      | 6-7(1), 6-3, 6-1 |
| Rio de Janeiro | Pablo Cuevas  | Guido Pella       | 6-4, 6-7(5), 6-4 |
| Dubai          | Stan Wawrinka | Marcos Baghdatis  | 6-4, 7-6(13)     |
| Acapulco       | Dominic Thiem | Bernard Tomic     | 7-6(6), 4-6, 6-3 |
| Barcelona      | Rafael Nadal  | Kei Nishikori     | 6-4, 7-5         |
| Halle          | Florian Mayer | Alexander Zvezev  | 6-2, 5-7, 6-3    |
| London         | Andy Murray   | Milos Raonic      | 6-7(5), 6-4, 6-3 |
| Hamburg        | Martin Klizan | Pablo Cuevas      | 6-1, 6-4         |
| Washington     | Gael Monfils  | Ivo Karlovic      | 5-7, 7-6(4), 6-4 |
| Beijing        | Andy Murray   | Gigor Dimitrov    | 6-4, 7-6(2)      |
| Tokyo          | Nick Kyrgios  | David Goffin      | 4-6, 6-3, 7-5    |
| Vienna         | Andy Murray   | Jo-Wilfied Tsonga | 6-3, 7-6(6)      |
| Basel          | Marin Cilic   | Kei Nishikori     | 6-1, 7-6(5)      |

### 2015
| Giải           | Vô địch đơn    | Á quân         | Tỉ số         |
| -------------- | -------------- | -------------- | ------------- |
| Rotterdam      | Stan Wawrinka  | Tomas Berdych  | 4-6, 6-3, 6-4 |
| Rio de Janeiro | David Ferrer   | Fabio Fognini  | 6-2, 6-3      |
| Dubai          | Roger Federer  | Novak Djokovic | 6-3, 7-5      |
| Acapulco       | David Ferrer   | Kei Nishikori  | 6-3, 7-5      |
| Barcelona      | Kei Nishikori  | Pablo Andújar  | 6-4, 6-4      |
| Halle          | Roger Federer  | Andreas Seppi  | 7-6(1), 6-4   |
| London         | Andy Murray    | Kevin Anderson | 6-3, 6-4      |
| Hamburg        | Rafael Nadal   | Fabio Fognini  | 7-5, 7-5      |
| Washington     | Kei Nishikori  | John Isner     | 4-6, 6-4, 6-4 |
| Beijing        | Novak Djokovic | Rafael Nadal   | 6-2, 6-2      |
| Tokyo          | Stan Wawrinka  | Benoit Paire   | 6-2, 6-4      |
| Vienna         | David Ferrer   | Steve Johnson  | 4-6, 6-4, 7-5 |
| Basel          | Roger Federer  | Rafael Nadal   | 6-3, 5-7, 6-3 |

### 2014
| Giải           | Vô địch đơn     | Á quân              | Tỉ số               |
| -------------- | --------------- | ------------------- | ------------------- |
| Rotterdam      | Tomáš Berdych   | Marin Čilić         | 6-4, 6-2            |
| Rio de Janeiro | Rafael Nadal    | Alexandr Dolgopolov | 6-3, 7-6(3)         |
| Dubai          | Roger Federer   | Tomáš Berdych       | 3-6, 6-4, 6-3       |
| Acapulco       | Grigor Dimitrov | Kevin Anderson      | 7-6(1), 3-6, 7-6(5) |
| Barcelona      | Kei Nishikori   | Santiago Giraldo    | 6-2, 6-2            |
| Hamburg        | Leonardo Mayer  | David Ferrer        | 6-7(3), 6-1, 7-6(4) |
| Washington     | Milos Raonic    | Vasek Pospisil      | 6-1, 6-4            |
| Beijing        | Novak Djokovic  | Tomáš Berdych       | 6-0, 6-2            |
| Tokyo          | Kei Nishikori   | Milos Raonic        | 7-6(5), 4-6, 6-4    |
| Valencia       | Andy Murray     | Tommy Robredo       | 3-6, 7-6(7), 7-6(8) |
| Basel          | Roger Federer   | David Goffin        | 6-2, 6-2            |

### 2013
| Giải       | Vô địch đơn           | Á quân            | Tỉ số            |
| ---------- | --------------------- | ----------------- | ---------------- |
| Rotterdam  | Juan Martín del Potro | Julien Benneteau  | 7-6(2), 6-3      |
| Memphis    | Kei Nishikori         | Feliciano López   | 6-2, 6-3         |
| Dubai      | Novak Djokovic        | Tomáš Berdych     | 7-5, 6-3         |
| Acapulco   | Rafael Nadal          | David Ferrer      | 6-0, 6-2         |
| Barcelona  | Rafael Nadal          | Nicolás Almagro   | 6-4, 6-3         |
| Hamburg    | Fabio Fognini         | Federico Delbonis | 4-6, 7-6(8), 6-2 |
| Washington | Juan Martín del Potro | John Isner        | 3-6, 6-1, 6-2    |
| Beijing    | Novak Djokovic        | Rafael Nadal      | 6-3, 6-4         |
| Tokyo      | Juan Martín del Potro | Milos Raonic      | 7-6(5), 7-5      |
| Valencia   | Mikhail Youzhny       | David Ferrer      | 6-3, 7-5         |
| Basel      | Juan Martín del Potro | Roger Federer     | 7-6(3), 2-6, 6-4 |

### 2012
| Giải       | Vô địch đơn           | Á quân                | Tỉ số               |
| ---------- | --------------------- | --------------------- | ------------------- |
| Rotterdam  | Roger Federer         | Juan Martín del Potro | 6-1, 6-4            |
| Memphis    | Jürgen Melzer         | Milos Raonic          | 7-5, 7-6(4)         |
| Dubai      | Roger Federer         | Andy Murray           | 7-5, 6-4            |
| Acapulco   | David Ferrer          | Fernando Verdasco     | 6-1, 6-2            |
| Barcelona  | Rafael Nadal          | David Ferrer          | 7-6(1), 7-5         |
| Hamburg    | Juan Mónaco           | Tommy Haas            | 7-5, 6-4            |
| Washington | Alexandr Dolgopolov   | Tommy Haas            | 6-7(7), 6-4, 6-1    |
| Beijing    | Novak Djokovic        | Jo-Wilfried Tsonga    | 7-6(4), 6-2         |
| Tokyo      | Kei Nishikori         | Milos Raonic          | 7-6(5), 3-6, 6-0    |
| Valencia   | David Ferrer          | Alexandr Dolgopolov   | 6-1, 3-6, 6-4       |
| Basel      | Juan Martín del Potro | Roger Federer         | 6-4, 6-7(5), 7-6(4) |

### 2011
| Giải       | Vô địch đơn       | Á quân             | Tỉ số                |
| ---------- | ----------------- | ------------------ | -------------------- |
| Rotterdam  | Robin Söderling   | Jo-Wilfried Tsonga | 6-3, 3-6, 6-3        |
| Memphis    | Andy Roddick      | Milos Raonic       | 7-6(7), 6-7(11), 7-5 |
| Dubai      | Novak Djokovic    | Roger Federer      | 6-3, 6-3             |
| Acapulco   | David Ferrer      | Nicolas Almagro    | 7-6(4), 6-7(2), 6-2  |
| Barcelona  | Rafael Nadal      | David Ferrer       | 6-2, 6-4             |
| Hamburg    | Gilles Simon      | Nicolas Almagro    | 6-4, 4-6, 6-4        |
| Washington | Radek Štěpánek    | Gaël Monfils       | 6-4, 6-4             |
| Tokyo      | Andy Murray       | Rafael Nadal       | 3-6, 6-2, 6-0        |
| Beijing    | Tomáš Berdych     | Marin Čilić        | 3-6, 6-4, 6-1        |
| Basel      | Roger Federer     | Kei Nishikori      | 6-1, 6-3             |
| Valencia   | Marcel Granollers | Juan Mónaco        | 6-2, 4-6, 7-6(3)     |

### 2010
| Giải       | Vô địch đơn       | Á quân              | Tỉ số               |
| ---------- | ----------------- | ------------------- | ------------------- |
| Rotterdam  | Robin Söderling   | Mikhail Youzhny     | 6-3, 4-6, 6-0       |
| Memphis    | Sam Querrey       | John Isner          | 6-7(3), 7-6(5), 6-3 |
| Acapulco   | David Ferrer      | Juan Carlos Ferrero | 6-3, 3-6, 6-1       |
| Dubai      | Novak Djokovic    | Mikhail Youzhny     | 7-5, 5-7, 6-3       |
| Barcelona  | Fernando Verdasco | Robin Söderling     | 6-3, 4-6, 6-3       |
| Hamburg    | Andrey Golubev    | Jürgen Melzer       | 6-3, 7-5            |
| Washington | David Nalbandian  | Marcos Baghdatis    | 6-2, 7-6(4)         |
| Beijing    | Novak Djokovic    | David Ferrer        | 6-2, 6-4            |
| Tokyo      | Rafael Nadal      | Gaël Monfils        | 6-1, 7-5            |
| Basel      | Roger Federer     | Novak Djokovic      | 6-4, 3-6, 6-1       |
| Valencia   | David Ferrer      | Marcel Granollers   | 7-5, 6-3            |

### 2009
| Giải       | Vô địch đơn          | Á quân             | Tỉ số            |
| ---------- | -------------------- | ------------------ | ---------------- |
| Rotterdam  | Andy Murray          | Rafael Nadal       | 6-3, 4-6, 6-0    |
| Memphis    | Andy Roddick         | Radek Štěpánek     | 7-5, 7-5         |
| Acapulco   | Nicolás Almagro      | Gaël Monfils       | 6-4, 6-4         |
| Dubai      | Novak Djokovic       | David Ferrer       | 7-5, 6-3         |
| Barcelona  | Rafael Nadal         | David Ferrer       | 6-2, 7-5         |
| Hamburg    | Nikolay Davydenko    | Paul-Henri Mathieu | 6-4, 6-2         |
| Washington | Juan Matín del Potro | Andy Roddick       | 3-6, 7-5, 7-6(6) |
| Beijing    | Novak Djokovic       | Marin Čilić        | 6-2, 7-6(4)      |
| Tokyo      | Jo-Wilfried Tsonga   | Mikhail Youzhny    | 6-3, 6-3         |
| Basel      | Novak Djokovic       | Roger Federer      | 6-4, 4-6, 6-2    |
| Valencia   | Andy Murray          | Mikhail Youzhny    | 6-3, 6-2         |